# Sint-Martinusprijs Kontich
Der Sint-Martinusprijs Kontich ist ein belgisches Etappenrennen für männliche Junioren, das jährlich Mitte Juli ausgetragen wird. 
Veranstalter des Rennens ist der Konticher Radsportverein Steeds voraan, der zunächst als Fanclub des heimischen Fahrers Jules Mertens gegründet worden war. Die erste Austragung fand 1964 statt, erster Sieger war Gregoire Van Kuyck, der zwei Jahre später bei einem Rennen tödlich. Im Jahr darauf wurde der Wettbewerb international ausgeschrieben, seit 1991 ist es Teil der UCI-Kalenders. Von 1995 bis 1973 wurde der Sint-Martinusprijs als Drei-Tages-Rennen ausgetragen, von 1974 bis 2000 als zweitägiger Wettbewerb. Seit 2001 geht das Rennen über vier Tage. Es ist das einzige internationale Rennen dieser Kategorie (2.1MJ) in Belgien.

## Palmarès seit 2005
| 2005      | Kevin Crabbe           | Marcel Kittel       | Patrick Gretsch     |
| 2006      | Marius Kukta           | Evaldas Šiškevičius | Gediminas Kaupas    |
| 2007      | Julien Vermote         | Jeroen Lepla        | Toby Meadows        |
| 2008      | Nicolas Vereecken      | Niels van Kooij     | Wouter Haan         |
| 2009      | Dennis Coenen          | Elmar Reinders      | Tassilo Fricke      |
| 2010      | Jorne Carolus          | Maarten van Trijp   | Daniel Christiansen |
| 2011      | Aimé De Gendt          | Rasmus Lund Hestbek | Otto Vergaerde      |
| 2012      | Mads Pedersen          | Lukas Kilsgaard     | Niels Goeree        |
| 2013      | Mathias Krigbaum       | Mads Pedersen       | Jasper Bugter       |
| 2014      | Mikkel Frølich Honoré  | Julius van den Berg | Manuel Porzner      |
| 2015      | Mikkel Frølich Honoré  | Sander De Pestel    | Ward Jaspers        |
| 2016      | Brent Van Moer         | Luis Villalobos     | Daan Hoole          |
| 2017      | Kilian Steigner        | Loran Cassaert      | Jarne Van Grieken   |
| 2018      | Fabio Van den Bossche  | Jarne Van Grieken   | Leslie Lührs        |
| 2019      | Gleb Karpenko          | Max Walker          | Thomas Gloag        |
| 2020–2021 | nicht ausgetragen      | nicht ausgetragen   | nicht ausgetragen   |
| 2020–2021 | Mauro Cuylits          | Yorick Slaets       | Fredrik Fjærli      |
| 2022      | Steffen De Schuyteneer |                     |                     |

- Ältere Resultate sind nicht nachvollziehbar.